# Пржиялковский, Виктор Владимирович (математик)
Виктор Владимирович Пржиялковский — российский математик, доктор физико-математических наук (2017).
Основные темы научной работы — зеркальная симметрия, модели Ландау-Гинзбурга, инварианты Громова-Виттена, бирациональная геометрия.

## Биография
Окончил московскую школу №57 в 1999 году, Мехмат МГУ (2004, с красным дипломом, специальность «Математика. Прикладная математика») и аспирантуру Математического института им. Стеклова (2007, с защитой кандидатской диссертации). Работает там же, в настоящее время — ведущий научный сотрудник отдела алгебраической геометрии Архивная копия от 13 сентября 2018 на Wayback Machine.  
С 2008 года читает лекции в Венском университете.
С 2011 по совместительству работает в НИУ ВШЭ, заместитель заведующего Международной лабораторией зеркальной симметрии и автоморфных форм Архивная копия от 12 сентября 2018 на Wayback Machine. 
С 2020 года профессор Архивная копия от 23 ноября 2020 на Wayback Machine кафедры Дифференциальной геометрии и приложений мехмата МГУ.
В 2017 защитил докторскую диссертацию «Торические модели Ландау-Гинзбурга» в Математическом институте им. В.А. Стеклова РАН.

## Награды и премии
- Лауреат премии Правительства Москвы молодым учёным за 2019 год в номинации «Математика, механика и информатика» за исследования в области зеркальной симметрии, создание теории торических моделей Ландау-Гинзбурга.
- Вошёл в число победителей конкурса 2020 Архивная копия от 21 сентября 2020 на Wayback Machine года для государственной поддержки молодых российских учёных – докторов наук.

## Из библиографии
Наиболее цитируемые публикации:  
- N. O. Ilten, J. Lewis, V. Przyjalkowski, «Toric degenerations of Fano threefolds giving weak Landau-Ginzburg models», // J. Algebra, 374 (2013), 104—121
- В. В. Пржиялковский, «Слабые модели Ландау-Гинзбурга гладких трёхмерных многообразий Фано», // Изв. РАН. Сер. матем., 77:4 (2013), 135—160
- V. Przyjalkowski, «On Landau-Ginzburg models for Fano varieties», // Commun. Number Theory Phys., 1:4 (2008), 713—728
- В. В. Пржиялковский, И. А. Чельцов, К. А. Шрамов, «Гиперэллиптические и тригональные трёхмерные многообразия Фано» // Изв. РАН. Сер. матем., 69:2 (2005), 145—204

### Научно-популярные выступления
- "У физиков не теории, а правдоподобные рассуждения, считают математики Архивная копия от 28 апреля 2020 на Wayback Machine".// "Коммерсант Наука" от 27.04.2020.

web-архивы
- Интервью с Виктором Пржиялковским "Многообещающие многообразия. Сложные задачи объединяют учёных". Наука, № 3 (2017).

## Семья
Внук Виктора Владимировича Пржиялковского, советского конструктора ЭВМ и организатора промышленности производства средств ВТ.